# 4782 Gembloux
A 4782 Gembloux (ideiglenes jelöléssel 1980 TH3) a Naprendszer kisbolygóövében található aszteroida. Henri Debehogne, Houziaux, L. fedezte fel 1980. október 14-én.